# Carlo Emanuele Buscaglia
Carlo Emanuele Buscaglia (ur. 22 września 1915 w Novarze, zm. 24 sierpnia 1944 w Neapolu) – włoski pilot wojskowy, oficer Regia Aeronautica, as lotnictwa torpedowego okresu II wojny światowej, odznaczony Medaglia d'oro al valor militare.

## Życiorys
Carlo Emanuele Buscaglia ukończył Accademia Aeronautica w lipcu 1937 roku. W Regia Aeronautica latał jako pilot bombowy, na samolotach Savoia-Marchetti SM.79. Swój udział w działaniach wojennych rozpoczął 21 czerwca 1940 roku bombardowaniem portu w Marsylii. Po rozpoczęciu formowania pierwszej włoskiej jednostki lotnictwa torpedowego: Reparto Sperimentale Siluranti (Oddział Badań Lotnictwa Torpedowego, później przemianowany na 278. Samodzielną Eskadrę Torpedową – 278ª Squadriglia Autonomo Aerosiluranti), został jednym z jej pilotów i uczestniczył w jej debiucie bojowym: atakowi na Aleksandrię 15 sierpnia 1940 roku. Wsławił się prowadząc skuteczne ataki samolotów eskadry, zakończone uszkodzeniami brytyjskich krążowników: "Kent" (17 września 1940) i "Glasgow" (3 grudnia 1940). Przyniosły mu one odznaczenie Medaglia d'argento al valor militare.
Sukcesy bojowe przyniosły Buscaglii awans do stopnia majora lotnictwa (maggiore pilota) i dowodzenie 132º Gruppo Aerosiluranti (dywizjonem torpedowym) oraz kolejne cztery srebrne Medaglia al valore militare i niemiecki Krzyż Żelazny II Klasy. 11 listopada 1942 roku został zestrzelony przez brytyjskie myśliwce, raniony i wzięty do niewoli. Przebywał w obozie jenieckim w Stanach Zjednoczonych. W kraju został uznany za zabitego w akcji i odznaczony pośmiertnym Medaglia d'oro al valor militare, najwyższym włoskim odznaczeniem wojskowym.
Po kapitulacji Włoch jego były podwładny i przyjaciel, kapitan Carlo Faggioni, który organizował jednostkę lotnictwa torpedowego walczącą u boku Niemców w ramach lotnictwa Włoskiej Republiki Socjalnej, nazwał ją "Gruppo Aerosiluranti Buscaglia" dla uczczenia zmarłego, jak sądził, asa. Tymczasem Carlo Buscaglia został zwolniony z obozu jenieckiego i wysłany do Włoch, gdzie wstąpił do Aviazione Cobelligerante Italiana, organizowanej przez aliantów. Przywrócono mu stopień majora, zaś w czerwcu 1944 roku BBC ogłosiło o mianowaniu go dowódcą dywizjonu bombowego. Spowodowało to skandal po stronie faszystowskiej i ostatecznie zmianę nazwy jednostki na "Gruppo Faggioni", na cześć poległego wcześniej w akcji jej dowódcy i organizatora.
Carlo Emanuele Buscaglia zmarł 24 listopada 1944 roku, w wyniku obrażeń odniesionych dzień wcześniej w katastrofie samolotu Martin Baltimore, na którym odbywał lot treningowy z lotniska Campo Vesuvio pod Neapolem. We współczesnym lotnictwie włoskim (Aeronautica Militare) jego imieniem nazwany jest 3º Stormo (pułk lotniczy). Upamiętnia go również ulica w rodzinnej Novarze.

## Odznaczenia
- Medaglia d'oro al valor militare – 1942, pośmiertnie (Buscaglia został uznany za zmarłego)[1]
- Srebrny Medal za Męstwo Wojskowe – pięciokrotnie
- Krzyż Żelazny II Klasy – III Rzesza